# Makuake

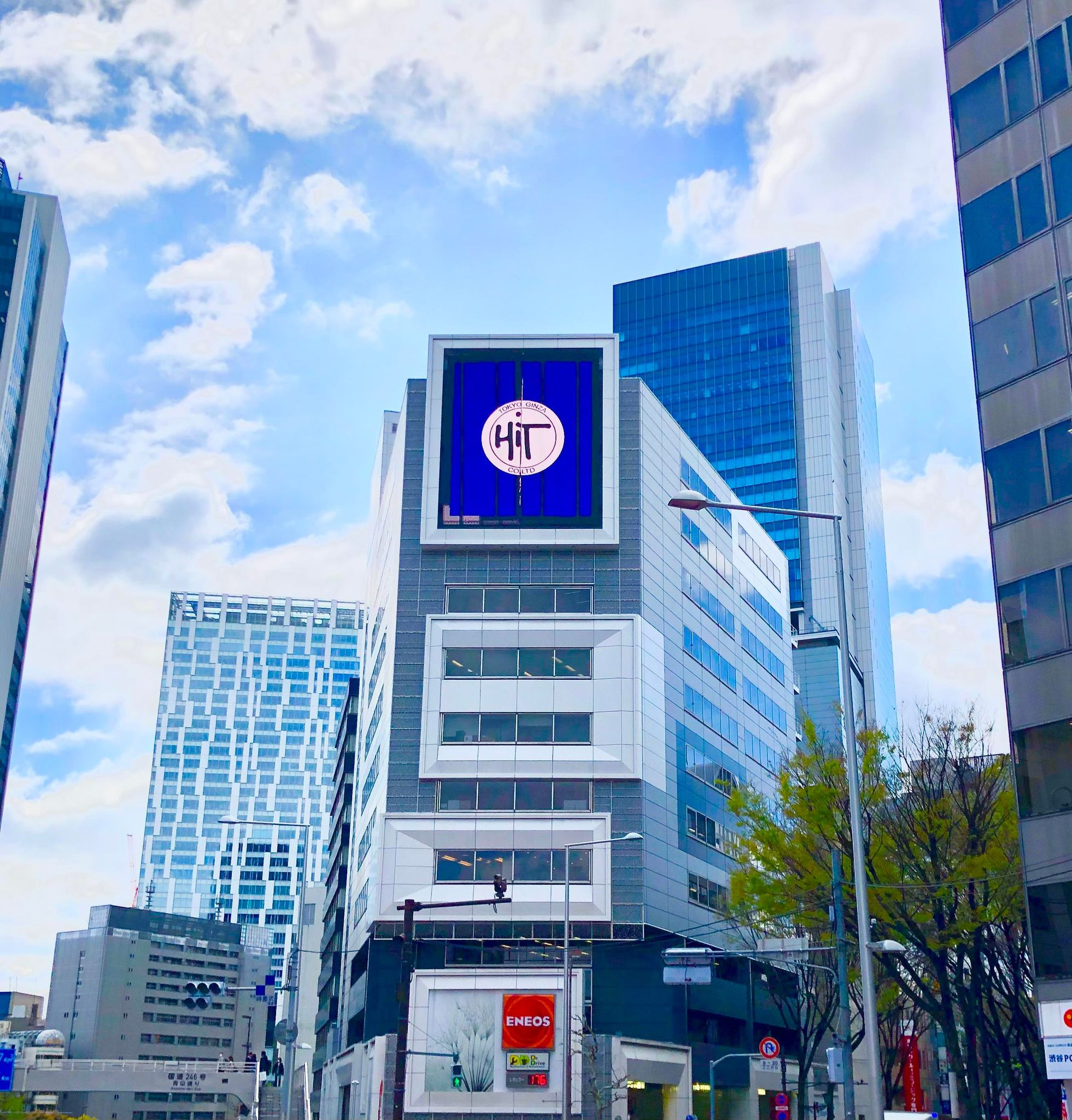
Makuakeが入るオフィスビル（2022年撮影）

Makuake（マクアケ）は、株式会社マクアケが運営するクラウドファンディングサービス。2013年8月7日に株式会社サイバーエージェント内の新規事業としてスタートした。創業者・代表取締役社長は中山亮太郎。

## 概要
Makuake（マクアケ）は、2013年8月のサービス開始後、1億円以上の調達で国内記録を樹立したバイクのプロジェクトや、ガジェット、ファッション、飲食店、日本酒、映画など多種多様なジャンルがある。同サービス上では「応援の気持ちを込めて購入する」ことを“応援購入”と表現している。
2019年12月以降、Makuakeは「クラウドファンディング」ではなく「アタラシイものや体験の応援購入サービス」を標榜しており、自社からの発信に「クラウドファンディング」という単語を用いていない。

## 沿革
- 2013年（平成25年）5月1日 - 株式会社サイバーエージェント・クラウドファンディング設立
- 2015年（平成27年）1月　- 関西支社設立
- 2017年（平成29年）10月1日 - 株式会社マクアケに社名変更
- 2019年（令和元年）12月11日 - 上場
- 2020年（令和2年）8月 - 名古屋拠点を設立
- 2025年7月28日　- 01銀行株式会社(池田泉州ホールディングス)が提供するデジタルバンク事業に参画。

## 主なプロジェクト実績
- 映画『この世界の片隅に』（支援額・39,121,920円）
- 折り畳み式電動ハイブリッドバイク『glafitバイク』（支援額・128,004,810円）
- ワイヤレス・エアー・ヘッドホン『ヴィー・シェア』
- シャープと石井酒造の共同プロジェクト『雪どけ酒 冬単衣（ふゆひとえ）』
- スチームパイロッツ
- 「POD型ベイプ製品」CBDブランド『CHILLAXY』（支援目標332%を達成）[3]
- 片側支持チェーンレス電動アシスト自転車『HONBIKE』(支援額:622,769,100円、総支援額・1日の支援額・1時間の支援額、共にMakuake歴代1位)
- アニメ『あはれ!名作くん』（支援額・19,938,500円）
- ゲーム『テレネット シューティング コレクション』（支援額・3,144,000円）

## テレビ番組
- 日経スペシャル カンブリア宮殿 "応援購入"でヒット連発！話題のマクアケ もっと日本からワクワク商品を生み出せ！（2021年1月28日、テレビ東京）- マクアケ社長 中山亮太郎出演[4]。

## 書籍

### 著書
- 『クラウドファンディング革命 日本最大級Makuakeが仕掛ける! 面白いアイデアに1億円集まる時代』（著者：中山亮太郎）（2017年10月20日、PHP研究所）ISBN 9784569836911
- 『Makuake式「売れる」の新法則』（著者：坊垣佳奈）（2021年4月15日、日経BP社）ISBN 9784532324018